# Dos por dos
Dos por dos fue un programa de televisión, emitido por TVE en 1978, con realización de Fernando García Tola.

## Formato
Una de las primeras apuestas del periodista Tola para televisión, se trataba de un programa de entrevistas que, según declaró la propia TVE seguía la línea de éxito de Estudio abierto, de José María Íñigo.
El éxito del espacio se fundamentó en la combinación de dos presentadoras jóvenes: Isabel Tenaille, bien conocida por el público tras su paso por el magazine Gente hoy y Mercedes Milá, procedente de la información deportiva en el que fue su primer programa de entrevistas.